# Rashi
Rabi Shlomo Yitzhaki (hebraico: רבי שלמה יצחקי), mais conhecido pelo acrônimo Rashi (hebraico: ‏רש"י‎, Troyes, 28 de fevereiro de 1040 – Troyes, 13 de julho de 1105), foi um rabino da França, famoso como o autor dos primeiros comentários compreensivos sobre o Talmud, Torá e Tanach (Bíblia hebraica). Aclamado por sua habilidade de apresentar o significado básico do texto de uma maneira concisa ainda que lúcida, Rashi apela para ambos estudiosos avançados e iniciantes, e seu trabalho permanece uma peça central do estudo judaico contemporâneo. Seus comentários, que aparecem em muitas edições do Talmud e Torá (notavelmente o Chumash), e são companhia indispensável para ambos estudantes casuais e sérios dos textos primários do judaísmo. É um dos principais expoentes do início do judaísmo asquenaze, que começa a se desenvolver na região da Alsácia e Lorena pouco antes do Sacro Império Romano Germânico, no século X.

## Biografia
Rashi nasceu em Troyes, na França, no ano de 1040. Como jovem, cursou as academias religiosas judaicas em Worms e em Mainz, na Renânia. Ali estudou sob a direção de alguns dos mais destacados eruditos judeus na Europa. Quando tinha cerca de 25 anos, sua situação exigiu que voltasse a Troyes. Já reconhecido como erudito notável, Rashi tornou-se rapidamente o líder religioso da comunidade judaica local e estabeleceu a sua própria academia religiosa. Com o tempo, este novo centro de aprendizagem judaica tornou-se ainda mais influente do que os dos instrutores de Rashi na Alemanha.
Naquela época, os judeus na França usufruíam uma relativa paz e harmonia com seus vizinhos, que professavam o cristianismo, dando-se maior liberdade aos empenhos escolásticos de Rashi. No entanto, ele não era um erudito altivo. Apesar do seu prestígio como instrutor e chefe da academia, Rashi ganhava seu sustento como vinhateiro. Esta sua familiaridade com o comércio comum o colocava em contato com judeus comuns, ajudando-o a entender e a compreender a situação deles. A localização de Troyes também contribuiu para a perspicácia de Rashi. A cidade, situada ao longo das principais rotas de comércio, serviu de centro cosmopolita, e isto habilitou Rashi a chegar a conhecer bem as maneiras e os costumes de diversas nações.

## Metodologia de Rashi
O objetivo vitalício de Rashi era tornar o texto das Escrituras Hebraicas compreensível a todos os judeus. Para conseguir isso, começou a colecionar cadernos de comentários sobre palavras e versículos específicos, que achava poderem ser difíceis para o leitor. As notas de Rashi mencionam as explanações dos seus instrutores e recorrem ao seu próprio conhecimento enciclopédico de toda a literatura rabínica. Na pesquisa lingüística, Rashi esgotou todos os recursos disponíveis. Deu atenção a como os sinais de pontuação e de acentuação dos massoretas afetaram o entendimento textual. Para explicar o sentido duma palavra, seu comentário sobre o Pentateuco muitas vezes cita a tradução aramaica (Targum de Onkelos). Rashi mostrou ter flexibilidade e engenhosidade no exame de anteriores possibilidades inexploradas na explicação de preposições, conjunções, significado de verbos, e de outros aspectos da gramática e da sintaxe. Esses comentários fizeram uma valiosa contribuição para o entendimento da sintaxe e da gramática da língua hebraica.
Em contraste com a tendência dominante no judaísmo rabínico, Rashi sempre procurava destacar o sentido simples, literal, do texto. Mas a vasta literatura midráshica, muito bem conhecida pelos judeus, não podia ser desconsiderada. Um notável aspecto do comentário de Rashi é a maneira em que se refere aos próprios escritos midráshicos que muitas vezes haviam obscurecido o significado literal do texto bíblico.
No seu comentário sobre Gênesis 3:8, Rashi explica: “Há [várias] explicações de Agadá que já foram organizadas pelos nossos mestres, em seus lugares, no Bereshit Rabá e nos outros Midrashim. E eu [Rashi] pretendo senão [ensinar] o significado simples do versículo, e para a Agadá, que se ajusta às palavras da Escritura.” Por selecionar e editar apenas os midrashim que na opinião dele ajudavam a esclarecer o significado ou o contexto dum versículo, Rashi omitia, ou excluía, os midrashim que causavam contradição e confusão. Em resultado desta edição, as gerações posteriores de judeus ficaram familiarizados na maior parte com as escolhas primárias da Midraxe
Embora Rashi fosse generoso em dar crédito aos seus instrutores, ele não hesitou em discordar quando achava que as explicações deles contradiziam o claro argumento de um texto. Quando não entendia certa passagem ou achava que a tinha antes explicado incorretamente, ele estava disposto a admitir isso, mencionando até mesmo casos em que seus estudantes ajudaram-no a ter o entendimento correto.